# Natale Galletta
Natale Galletta né le 14 avril 1967 à Messine est un chanteur folklorique italien. Sa carrière commence en 1979 avec son premier album Si 'a vita mia.

## Biographie
Né à Messine en Sicile, Natale Galletta réalise des reprises de standards de la  chanson populaire napolitaine. Depuis 1992, il se fait connaître avec la chanson Quel Vestito Rosso en collaboration avec Gigi D'Alessio.
Natale Galletta se plaît à chanter en napolitain.

## Discographie partielle
- Mi son faito l'amante Vol. 1
- Vurria « Ncuntrarme cu » TTE Vol. 2
- Ciao grande amore mio Vol. 3
- Raccolta di successi + 4 morceaux inédits
- Nel Caldo Letto Dell'Amore (incluant la chanson Comme Vullesse Ancor)